# William Morris Stewart
William Morris Stewart (9 de agosto de 1827 - 23 de abril de 1909) fue un abogado y político estadounidense, enriquecido durante el auge de las minas de plata de la veta Comstock en Nevada.

## Semblanza
Stewart nació en el Condado de Wayne (Nueva York) en 1825, y siendo todavía un niño, se mudó con sus padres al Condado de Trumbull. De joven fue profesor de matemáticas en Ohio, y en 1849 comenzó a asistir a la Universidad de Yale, pero en 1850 se mudó a California, atraído por la fiebre del oro. Llegó a San Francisco, y al poco tiempo comenzó a dedicarse a la minería cerca de Nevada City.: 1–4 
Años después, en 1903, se decía que era uno de los hombres más ricos del Senado (con una fortuna de unos 25 millones de dólares y la propiedad de minas de plata), habiéndose convertido en el decano de la institución.

### Matrimonios
Stewart se casó con Annie Elizabeth Foote, hija de su socio abogado, Henry S. Foote, el 31 de mayo de 1855.: 8 
Su segunda esposa fue May Agnes Cone, viuda de Theodore C. Cone. Se casaron el 26 de octubre de 1903 en el Piedmont Hotel de Atlanta, Georgia. El juez Thomas M. Norwood, que había servido con Stewart en el Senado de los Estados Unidos fue el maestro de ceremonias.
Según el libro "Reminiscences of William M. Stewart" (Reminiscencias de William M. Stewart) (1908) en mayo de 1905, se mudó con su nueva esposa y su hija al Distrito Minero de Bullfrog (Nevada), donde inició un bufete de abogados y fundó una biblioteca de leyes.

## Carrera política

### California
En 1851, Stewart se postuló para sheriff del Condado de Nevada (California), y al año siguiente, en febrero, estuvo en la Convención Estatal Whig en Sacramento, donde fue nombrado delegado para la Convención Nacional del Partido.: 5 
En 1852, se formó como abogado en la oficina del Fiscal de Distrito del Condado de Nevada John R. McConnell, convirtiéndose en seguidor del partido demócrata en el proceso. Fue designado para suceder a McConnell como fiscal de distrito en noviembre de 1852. En ese momento se convirtió en una "fuerza motivadora" al fundar un periódico demócrata, denominado "Young America" (América Joven) (más tarde llamado "The Nevada Democrat" (El Demócrata de Nevada)). Stewart continuó como fiscal de distrito después de su elección en noviembre de 1853.: 6, 7 
Fue fiscal general interino de California desde el 7 de junio de 1853 hasta diciembre.: 8 
Se mudó a San Francisco y se convirtió en socio de un gabinete legal con Henry S. Foote, Louis Aldrick y Benjamin Watkins Lee.: 8 

### Nevada

#### Estado
En 1860 se trasladó a Virginia City (Nevada), donde participó en litigios de minería y ayudó al desarrollo de las minas de plata de la veta Comstock. Cuando Nevada se estaba convirtiendo en un estado en 1864, contribuyó a redactar su constitución. El papel de Stewart como abogado y político en Nevada siempre ha sido controvertido. Era el principal abogado del territorio en litigios mineros, pero sus oponentes lo acusaron de sobornar a jueces y jurados. Stewart acusó a los tres jueces territoriales de Nevada de ser corruptos.

#### Senado de los Estados Unidos
En 1864, Stewart fue nombrado por la Legislatura de Nevada al Senado de los Estados Unidos representando al Partido Republicano. Sirvió en el Senado desde 1865 hasta 1875, cuando se retiró y ejerció nuevamente la abogacía en Nevada y California. En 1873 ordenó construir una residencia palaciega en Washington D. C., apodada Stewart's Castle, que se convirtió en un centro de la escena social de la ciudad. Fue elegido nuevamente al Senado en 1887 y reelegido en 1893 y 1899. Durante la década de 1890, abandonó el Partido Republicano para unirse al Silver Party, que apoyaba el movimiento Free Silver. Finalmente se unió al grupo de los Silver Republicans.
Durante sus muchos años en el Senado, Stewart redactó o fue coautor de importantes leyes, incluidos varios decretos de minería que instaban a la recuperación de tierras mediante irrigación. Su logro más conocido es haber introducido en 1868 la Decimoquinta Enmienda a la Constitución de los Estados Unidos, que protege los derechos de voto independientemente de la raza, el color o la condición previa de servidumbre. Durante su período como senador, Stewart recibió 50 000 acre (202 kilómetros cuadrados) de tierra por su servicio en el Comité de Ferrocarriles del Pacífico. En 1871, el presidente Ulysses S. Grant le ofreció un asiento en la Corte Suprema de los Estados Unidos. Stewart lo rechazó. También estuvo involucrado en un escándalo internacional en el que promovió la venta de la mina de plata Emma de Alta (Utah), que carecía de valor, por millones de libras a confiados ciudadanos ingleses.
En 1902 se encontraba en La Haya en relación con el caso de arbitraje mexicano-estadounidense, cuando su esposa, hija del senador confederado Henry S. Foote, murió en un accidente automovilístico en California.

## Años posteriores

William Morris Stewart, por C. M. Bell

Stewart se retiró del Senado en 1905. Fue cofundador de la ciudad de Chevy Chase (Maryland), junto con Francis G. Newlands, un senador de Nevada. Permaneció en Washington y murió allí cuatro años después. Fue incinerado y sus cenizas se depositaron originalmente en el cementerio Laurel Hill en San Francisco antes de ser trasladado al Holy Cross Cemetery en Colma (California).

## En la cultura popular
El actor Howard Negley (1898-1983) interpretó a Stewart en el episodio de 1953, "The Bandits of Panamint", de la serie de televisión Death Valley Days, presentada por Stanley Andrews. En el argumento de la historia, Stewart llega a un acuerdo para lograr el indulto de dos bandidos, interpretados por Rick Vallin y Glase Lohmond, quien accidentalmente había encontrado un rico filón de plata. Stewart, sin embargo, se quedaba con la propiedad de la mina. Sheila Ryan y Gloria Winters tenían los papeles de dos mujeres jóvenes románticamente interesadas en los forajidos. En otro episodio de 1953, "Whirlwind Courtship", Michael Hathaway, quien apareció solo dos veces en televisión, interpretó a Stewart como un joven abogado de Nevada decidido a casarse con Annie Foote, hija del ex senador Henry S. Foote de Misisipi, que se había mudado al Oeste.